# Vittorio Storaro

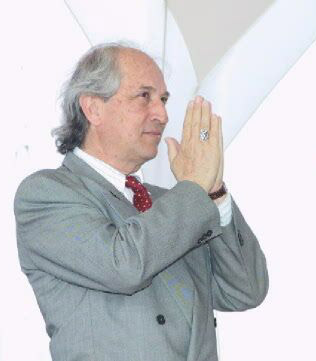
Vittorio Storaro in Cannes, 2001

Vittorio Storaro (* 24. Juni 1940 in Rom) ist ein italienischer Kameramann mit internationaler Karriere.

## Biografie
Vittorio Storaro, dessen Vater Filmvorführer bei Lux Vide war, begann im Alter von 11 Jahren Photographie am Duca D'Aosta Technical Photographic Institute, einer technischen Schule, zu erlernen. Mit 18 Jahren war Storaro einer der jüngsten Studenten, der das Italian Cinemagraphic Training Centre besuchte. Nach einem Wechsel machte er seinen Abschluss am Centro Sperimentale di Cinematografia.
1960, im Alter von 20 Jahren, begann Storaro als Kameraassistent, und stieg im Lauf von nur einem Jahr zum Kameraoperator auf. Storaro verbrachte viel Zeit damit, Gemälde zu studieren, dies kam ihm bei seiner Arbeit zugute. 1962 debütierte Storaro als Chefkameramann am Sandalenfilm Die Normannen.
Ende der 1970er Jahre wurde auch Hollywood, speziell die Regisseure Bernardo Bertolucci und Francis Ford Coppola auf ihn aufmerksam, für die Storaro zahlreiche Filme betreute. 1980 wurde er für Apocalypse Now mit seinem ersten Academy Award ausgezeichnet. Zwei weitere Oscars und eine Nominierung sollten folgen.
Gleichzeitig fungiert Storaro als Jurymitglied bei zahlreichen Filmfestivals, darunter Cannes und Venedig.
Vittorio Storaro war 2001 der jüngste Kameramann, der je von der American Society of Cinematographers für sein Lebenswerk geehrt wurde, und erst der zweite Nicht-US-Amerikaner nach Sven Nykvist. 2003 wurde er bei einer Umfrage der International Cinematographers Guild unter ihren Mitgliedern in die Top 11 der wichtigsten Kameramänner der Filmgeschichte gewählt.

## Filmografie (Auswahl)

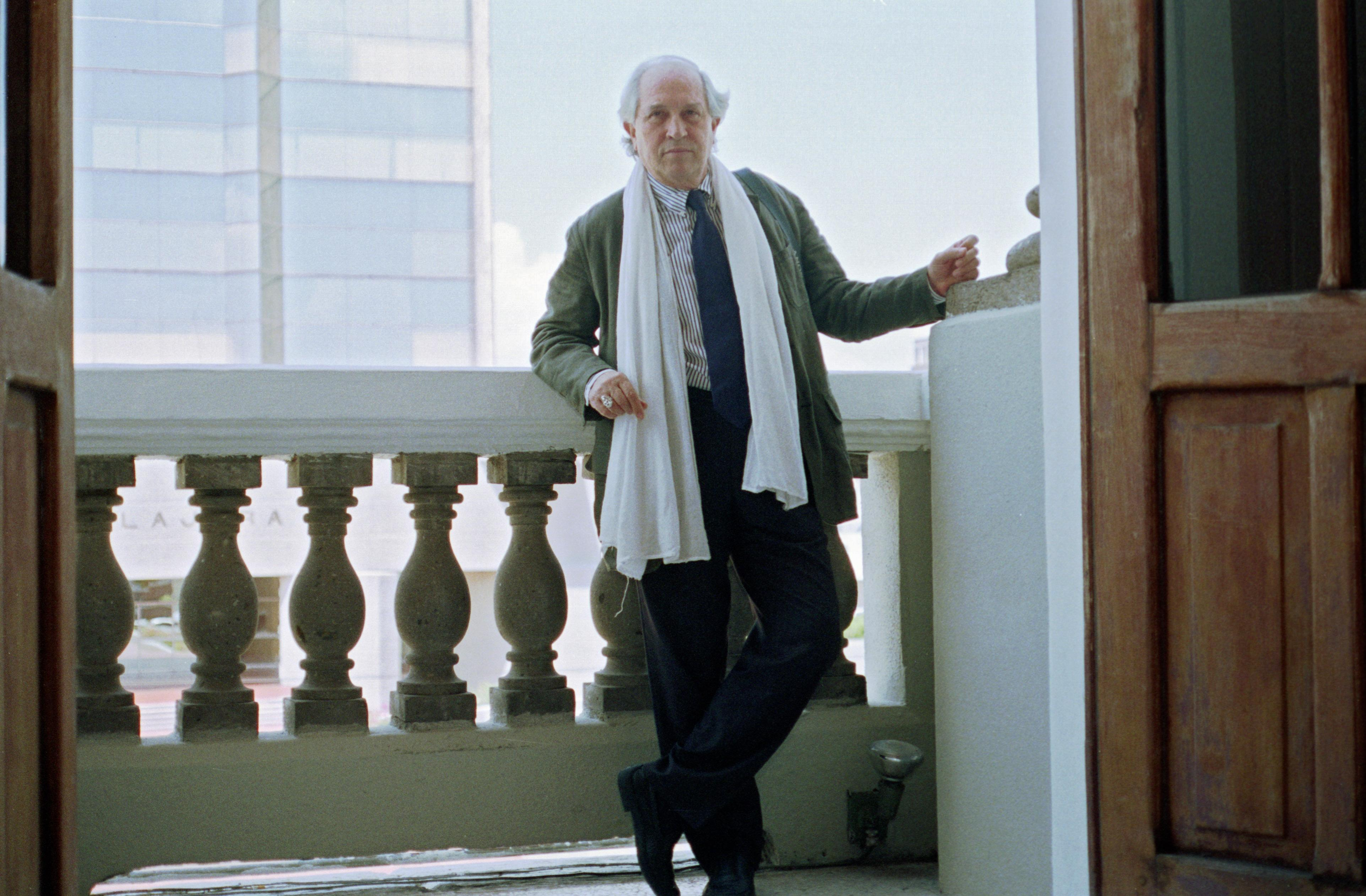
Vittorio Storaro auf dem Internationalen Filmfestival von Guadalajara, 2004

- 1969: Das Geheimnis der schwarzen Handschuhe (L’uccello dalle piume di cristallo)
- 1970: Der große Irrtum (Il conformista)
- 1971: Die Äneis (Eneide) (Fernseh-Miniserie)
- 1972: Der letzte Tango in Paris (Ultimo tango a Parigi)
- 1973: Malizia
- 1973: Blu Gang
- 1976: 1900 (Novecento)
- 1979: Apocalypse Now
- 1979: Das Geheimnis der Agatha Christie (Agatha)
- 1979: La Luna
- 1981: Reds
- 1982: Einer mit Herz (One from the Heart)
- 1983: Wagner – Das Leben und Werk Richard Wagners (Wagner)
- 1985: Der Tag des Falken (Ladyhawke)
- 1986: Peter der Große (Peter the Great) (Fernseh-Miniserie)
- 1987: Ishtar
- 1987: Der letzte Kaiser (The Last Emperor)
- 1988: Tucker
- 1989: New Yorker Geschichten (New York Stories)
- 1990: Dick Tracy
- 1990: Himmel über der Wüste (The Sheltering Sky)
- 1993: Little Buddha
- 1998: Bulworth
- 1998: Tango
- 1999: Goya (Goya en Burdeos)
- 2000: Dune – Der Wüstenplanet (Frank Herbert's Dune)
- 2000: Ich hab doch nur meine Frau zerlegt (Picking Up the Pieces)
- 2005: Dominion: Exorzist – Der Anfang des Bösen (Dominion: Prequel to the Exorcist)
- 2016: Café Society
- 2017: Wonder Wheel
- 2019: A Rainy Day in New York
- 2020: Rifkin’s Festival
- 2023: Coup de chance

## Auszeichnungen (Auswahl)

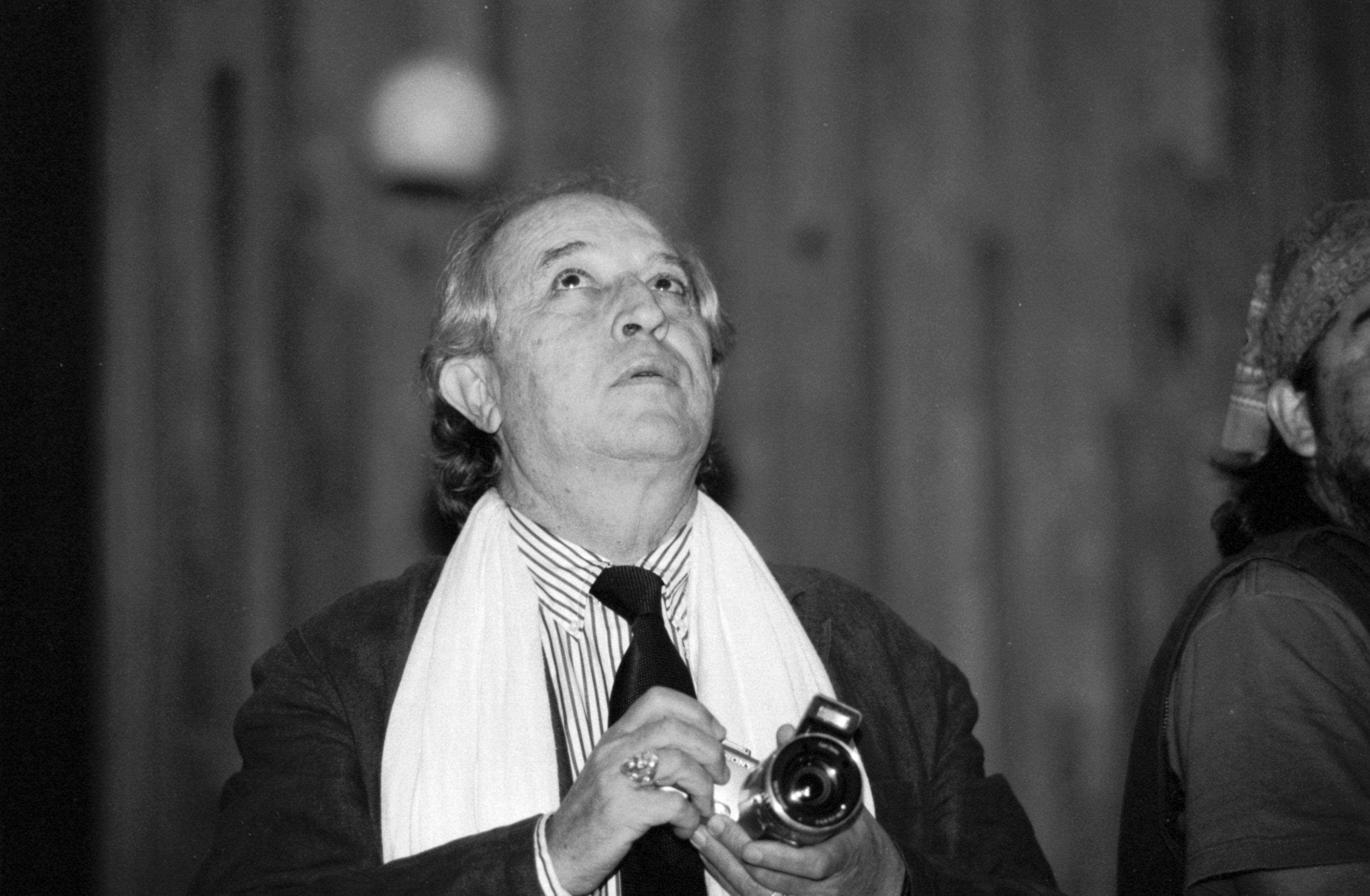
Storaro in Guadalajara

- 4 Oscar-Nominierungen in der Kategorie Beste Kamera, davon dreimal ausgezeichnet:
  - 1980: Apocalypse Now
  - 1982: Reds
  - 1988: Der letzte Kaiser (The Last Emperor)
  - 1991: Dick Tracy (Nominierung)

- 4 BAFTA-Nominierungen, davon einmal ausgezeichnet
  - 1980: Apocalypse Now (Nominierung)
  - 1983: Reds (Nominierung)
  - 1989: Der letzte Kaiser (The Last Emperor)
  - 1991: Himmel über der Wüste (The Sheltering Sky)

- Nastro d’Argento
  - 1991: Himmel über der Wüste (The Sheltering Sky)
  - 1994: Little Buddha
  - 1999: Tango (1998)
  - 2008: Preis für sein Lebenswerk

- 1994: Camerimage - Preis für sein Lebenswerk
- 1988: David di Donatello für Der letzte Kaiser (The Last Emperor)
- 2000: Europäischer Filmpreis für Goya (Goya En Burdeos)
- 2001: Emmy für Der Wüstenplanet (Dune)